# Saija Varjus
Saija Varjus (Parkano, 30 gennaio 1965) è una cantante finlandese.

## Biografia
Saija Varjus è salita alla ribalta nel 1996 con la sua incoronazione a regina al festival del tango finlandese Seinäjoen Tangomarkkinat. In precedenza lavorava come insegnante di musica. La sua vittoria alla maggiore rassegna di musica popolare finlandese le ha fruttato un contratto discografico con la MTV-Musiikki, su cui ha pubblicato il suo album di debutto eponimo l'anno successivo. Il suo principale successo commerciale è il suo terzo album, Tähtiin kirjoitettu, che nel 2000 ha debuttato alla 32ª posizione della classifica finlandese. Inoltre, un singolo da esso estratto, Kuiskaten, ha raggiunto il 16º posto della Suomen virallinen lista.

## Discografia

### Album
- 1997 - Saija Varjus
- 1998 - Yambaijaa
- 2000 - Tähtiin kirjoitettu
- 2002 - Ihana aamu
- 2007 - Varjus

### Raccolte
- 2001 - Parhaat

### Singoli
- 1995 - Jos vielä kerran/Parempi surra yksi yö
- 1996 - Jokainen päivä on liikaa
- 1997 - Dam dam da da di dum/Soi maininki hiljainen
- 1997 - Niin pelkään
- 1998 - Unohdettu sydän
- 1998 - Yambaijaa
- 1999 - Voit mua auttaa
- 1999 - Tähtiin kirjoitettu
- 2000 - Kuiskaten
- 2000 - Kauriinmetsästäjä
- 2000 - Sulje se TV
- 2001 - Adagio
- 2001 - Sänky/Sun täytyy lopettaa
- 2002 - Ihana aamu
- 2002 - Neljän kopla
- 2004 - Etsijä
- 2004 - Enemmän
- 2007 - Kun oot mun
- 2007 - Mieleesi jään
- 2007 - Sähköö (con Pate Mustajärvi)
- 2008 - Vieläkö sä unta näät
- 2009 - Routakukkia
- 2012 - Suutele synnit pois
- 2014 - Mä tein oikein
- 2015 - Vielä kerran